# Temporada 1978-79 de los Houston Rockets
La temporada 1978-79 fue la octava de los Houston Rockets en su nueva localización de Texas, y la decimosegunda en la NBA, tras haber jugado las cuatro primeras en San Diego (California). La temporada regular acabó con 47 victorias y 35 derrotas, ocupando el cuarto puesto de la conferencia Oeste, clasificándose para los playoffs, en los que cayó en primera ronda ante Atlanta Hawks.

## Elecciones en elDraft
| Ronda | Puesto | Jugador         | Posición | Nacionalidad   | Universidad     |
| ----- | ------ | --------------- | -------- | -------------- | --------------- |
| 3     | 47     | Billy Ray Bates | Escolta  | Estados Unidos | Kentucky State* |
| 4     | 67     | Jackie Robinson | Alero    | Estados Unidos | UNLV            |

## Temporada regular
| División Central    | División Central | División Central | División Central | División Central | División Central | División Central | División Central | División Central |
| Equipo              | G                | P                | %                | PD               | Casa             | Fuera            | Div              |                  |
| ------------------- | ---------------- | ---------------- | ---------------- | ---------------- | ---------------- | ---------------- | ---------------- | ---------------- |
| y-San Antonio Spurs | 48               | 34               | .585             | –                | 29–12            | 19–22            | 11–9             |                  |
| x-Houston Rockets   | 47               | 35               | .573             | 1                | 30–11            | 17–24            | 12–8             |                  |
| x-Atlanta Hawks     | 46               | 36               | .561             | 2                | 34–7             | 12–29            | 14–6             |                  |
| Cleveland Cavaliers | 30               | 52               | .366             | 18               | 20–21            | 10–31            | 6–14             |                  |
| Detroit Pistons     | 30               | 52               | .366             | 18               | 22–19            | 8–33             | 9–11             |                  |
| New Orleans Jazz    | 26               | 56               | .317             | 22               | 21–20            | 8–33             | 9–15             |                  |

## Playoffs

### Primera ronda
Atlanta Hawks vs. Houston Rockets 
| Fecha       | Partido                                | Ciudad  |
| ----------- | -------------------------------------- | ------- |
| 11 de abril | Houston Rockets 106, Atlanta Hawks 109 | Houston |
| 13 de abril | Atlanta Hawks 100, Houston Rockets 91  | Atlanta |
|             | Atlanta Hawks gana las series 2-0      |         |

## Estadísticas
| Rk | Jugador          | Edad | P  | PT | MP   | TC  | TCI  | %TC  | TL  | TLI | %TL   | RO  | RD   | RT   | AS  | RB  | TAP | BP  | FP  | PTS  |
| -- | ---------------- | ---- | -- | -- | ---- | --- | ---- | ---- | --- | --- | ----- | --- | ---- | ---- | --- | --- | --- | --- | --- | ---- |
| 1  | Moses Malone     | 23   | 82 |    | 41.3 | 8.7 | 16.2 | .540 | 7.3 | 9.9 | .739  | 7.2 | 10.5 | 17.6 | 1.8 | 1.0 | 1.5 | 4.0 | 2.7 | 24.8 |
| 2  | Calvin Murphy    | 30   | 82 |    | 35.9 | 8.6 | 17.4 | .496 | 3.0 | 3.2 | .928  | 1.0 | 1.2  | 2.1  | 4.3 | 1.4 | 0.1 | 2.3 | 3.5 | 20.2 |
| 3  | Rudy Tomjanovich | 30   | 74 |    | 35.7 | 8.4 | 16.2 | .517 | 2.3 | 3.0 | .760  | 2.3 | 5.4  | 7.7  | 1.9 | 0.6 | 0.2 | 1.9 | 2.5 | 19.0 |
| 4  | Rick Barry       | 34   | 80 |    | 32.1 | 5.8 | 12.5 | .461 | 2.0 | 2.1 | .947  | 0.5 | 3.0  | 3.5  | 6.3 | 1.2 | 0.5 | 2.5 | 2.4 | 13.5 |
| 5  | Robert Reid      | 23   | 82 |    | 27.5 | 4.7 | 9.5  | .492 | 1.6 | 2.3 | .704  | 1.6 | 4.3  | 5.9  | 2.8 | 0.9 | 0.6 | 1.6 | 3.7 | 10.9 |
| 6  | Mike Newlin      | 30   | 76 |    | 24.1 | 3.7 | 7.6  | .487 | 2.8 | 3.2 | .872  | 0.7 | 1.6  | 2.2  | 3.8 | 0.7 | 0.1 | 2.3 | 2.9 | 10.2 |
| 7  | Mike Dunleavy    | 24   | 74 |    | 20.1 | 2.9 | 5.7  | .506 | 2.1 | 2.5 | .864  | 0.4 | 1.4  | 1.7  | 4.4 | 0.8 | 0.1 | 1.8 | 2.3 | 8.0  |
| 8  | Slick Watts      | 27   | 61 |    | 17.1 | 1.5 | 3.7  | .405 | 0.7 | 1.1 | .612  | 0.6 | 1.1  | 1.7  | 4.0 | 1.2 | 0.2 | 1.2 | 2.3 | 3.7  |
| 9  | Dwight Jones     | 26   | 81 |    | 15.0 | 2.2 | 4.9  | .458 | 1.2 | 1.6 | .727  | 1.4 | 2.7  | 4.0  | 0.7 | 0.4 | 0.3 | 1.3 | 2.5 | 5.7  |
| 10 | Alonzo Bradley   | 25   | 34 |    | 7.2  | 1.1 | 2.6  | .420 | 0.6 | 1.0 | .667  | 0.4 | 1.0  | 1.4  | 0.5 | 0.1 | 0.0 | 0.5 | 1.0 | 2.8  |
| 11 | E.C. Coleman     | 28   | 6  |    | 6.5  | 0.8 | 1.2  | .714 | 0.2 | 0.2 | 1.000 | 0.2 | 1.0  | 1.2  | 0.2 | 0.3 | 0.0 | 0.0 | 1.8 | 1.8  |
| 12 | Jacky Dorsey     | 24   | 20 |    | 5.4  | 1.2 | 2.2  | .558 | 0.4 | 0.8 | .500  | 0.6 | 0.6  | 1.2  | 0.1 | 0.1 | 0.1 | 0.4 | 1.3 | 2.8  |
| 13 | Tom Barker       | 23   | 5  |    | 3.2  | 0.6 | 1.2  | .500 | 0.4 | 0.4 | 1.000 | 0.4 | 0.8  | 1.2  | 0.0 | 0.0 | 0.0 | 0.2 | 1.0 | 1.6  |

## Galardones y récords
| Jugador          | Galardón                                                                                               |
| Moses Malone     | MVP de la Temporada de la NBA Mejor quinteto de la NBA 2.º Mejor quinteto defensivo de la NBA All-Star |
| Calvin Murphy    | All-Star                                                                                               |
| Rudy Tomjanovich | All-Star                                                                                               |